# .mq
.mq este un domeniu de internet de nivel superior, pentru Martinica (ccTLD).